# 董家坪站
董家坪站是位于贵州省息烽县安江乡的一个铁路车站，邮政编码551107。车站建于1965年，有川黔铁路经过该站，现仅办理货运业务，不办理客运业务，车站及其上下行区间均已电气化。车站距离重庆站362公里，隶属成都铁路局，是四等站。

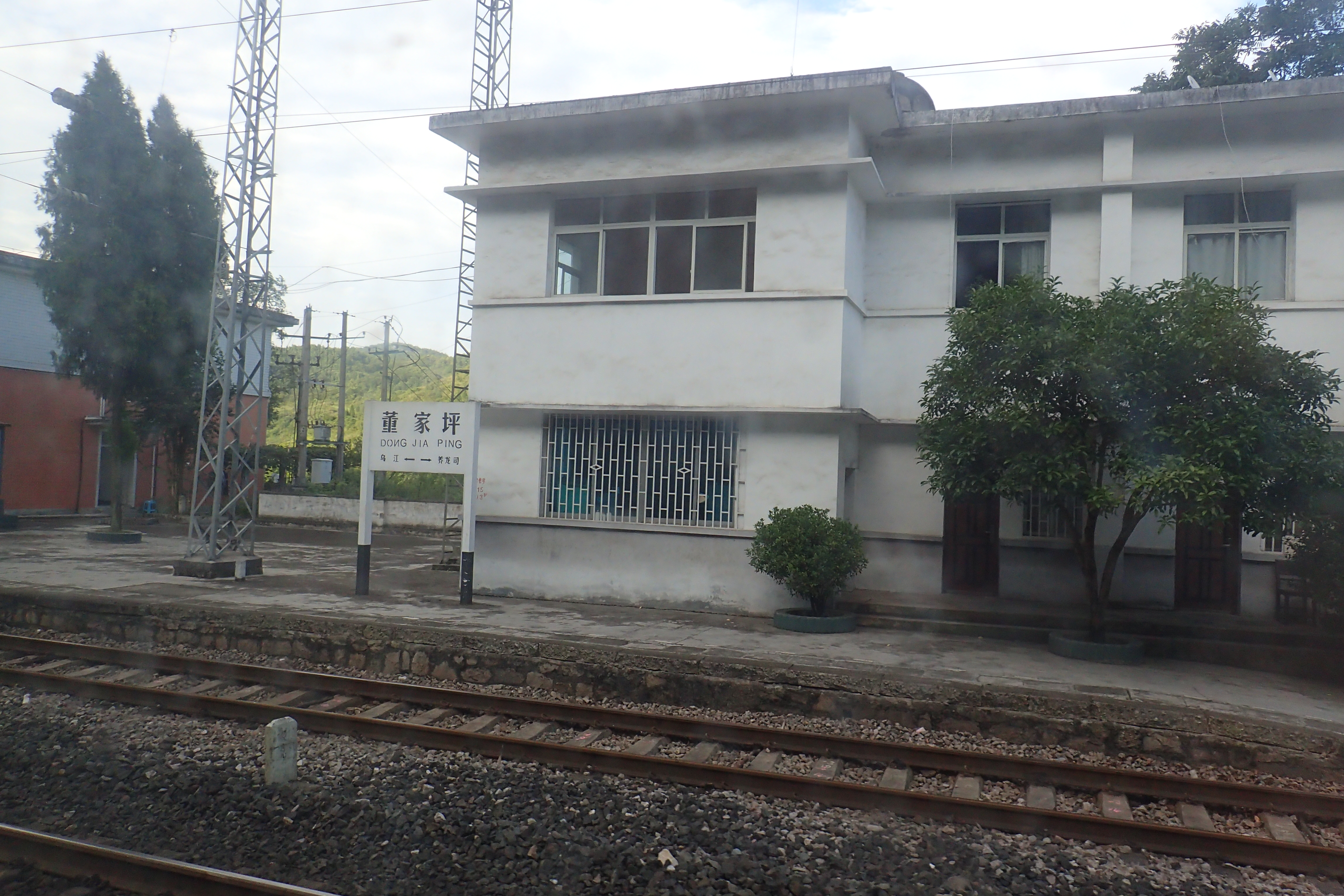
2017年，列车上抓拍的董家坪站站牌